# Medina decellei
Medina decellei är en tvåvingeart som beskrevs av Verbeke 1964. Medina decellei ingår i släktet Medina och familjen parasitflugor.
Artens utbredningsområde är Elfenbenskusten. Inga underarter finns listade i Catalogue of Life.